# Aarón Martin Luis
Aarón Martin Luis (La Orotava, Provincia de Santa Cruz de Tenerife, 24 de noviembre de 2006) es un futbolista español que juega como mediocentro en el Club Deportivo Mirandés, cedido por el Al-Qadisiyah Football Club.

## Trayectoria
Nacido en La Orotava, Santa Cruz de Tenerife, Islas Canarias, Martín se formó en las categorías inferiores de la UD Orotava, Atlético Barranco Hondo, Florida CF y CD Tenerife, donde finalizó su etapa juvenil. 
El 25 de febrero de 2024, debutó con el CD Tenerife "B" en una goleada en casa por 6-1 en la Tercera Federación ante el CD Unión Puerto.
El 29 de septiembre de 2024, Martín hizo su debut con el primer equipo del Club Deportivo Tenerife, reemplazando a Sergio González al final de la derrota fuera de casa por 2-1 en Segunda División de España ante el CD Castellón. Marcó su primer gol profesional el 11 de octubre de 2024, anotando el primer gol en la derrota en casa por 3-2 ante el Real Zaragoza.
El 3 de febrero de 2025, Martín fue transferido al Al-Qadisiyah Football Club, siendo inmediatamente cedido nuevamente Club Deportivo Tenerife por el resto de la temporada 2024-25.
El 4 de agosto de 2025, vuelve a salir cedido al Club Deportivo Mirandés, de la Segunda División.

## Clubes
Actualizado al último partido disputado el 4 de agosto de 2025.
| Club            | País   | Año       | Partidos | Goles |
| --------------- | ------ | --------- | -------- | ----- |
| CD Tenerife "B" | España | 2024      | 3        | 0     |
| CD Tenerife     | España | 2024-2025 | 14       | 1     |
| CD Mirandés     | España | 2025-2026 |          |       |